# Chlaenius olivieri
Chlaenius olivieri é uma espécie de insetos coleópteros pertencente à família Carabidae.
A autoridade científica da espécie é Crotch, tendo sido descrita no ano de 1871.
Trata-se de uma espécie presente no território português.